# Hatebreed

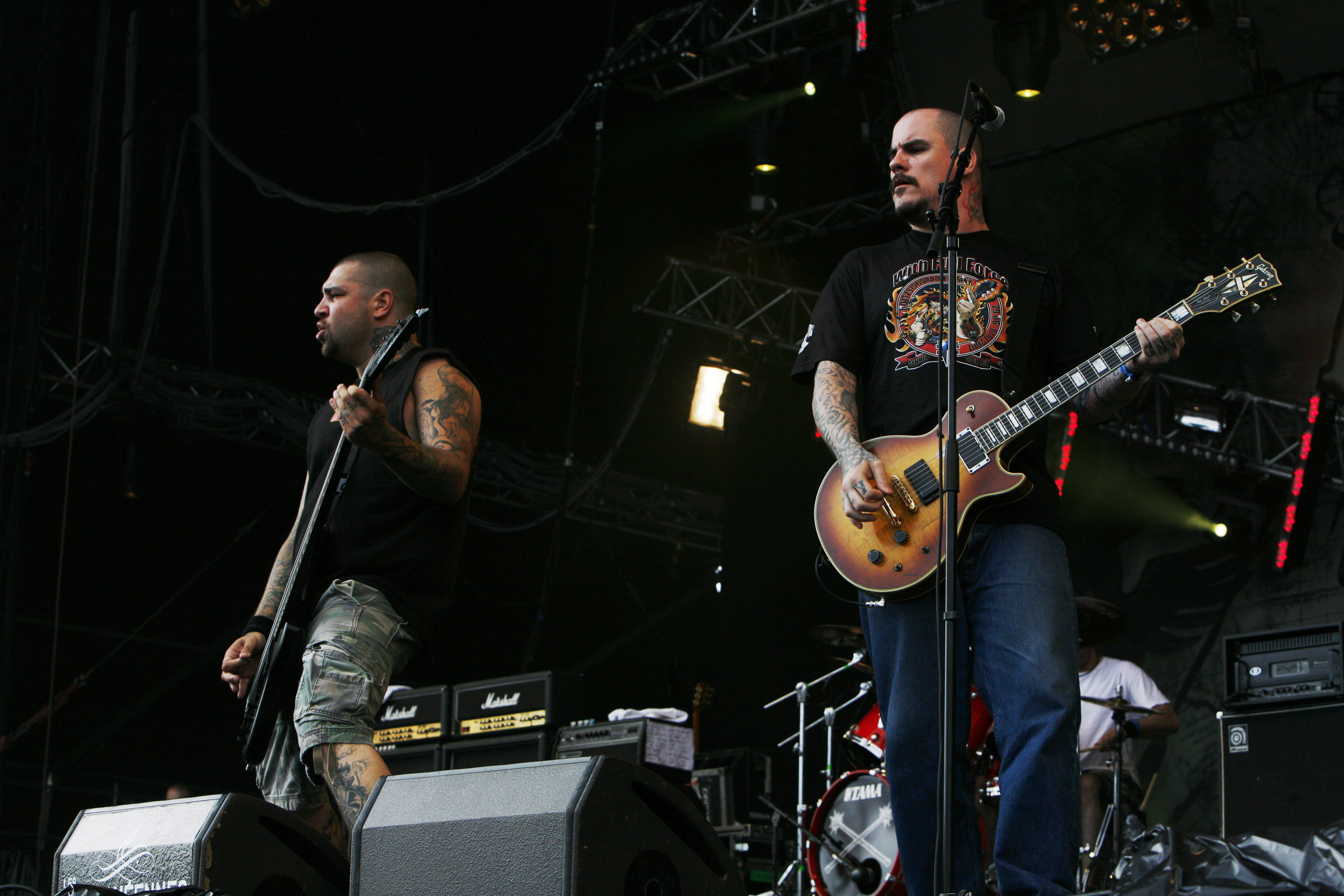
Hatebreed in 2007

Hatebreed is een metalcore-band uit de Verenigde Staten. Hatebreed werd in 1994 in New Haven, Connecticut opgericht en bestaat uit Jamey Jasta (zang), Lou 'Boulder' Richards (gitaar), Matt MacIntosh (gitaar), Matt Byrne (drum) en Chris Beattie (basgitaar).

## Geschiedenis
Beïnvloed door oldschool hardcore-bands als Madball, Biohazard en Cro-Mags, was Hatebreed anno 2007 een belangrijke vertegenwoordiger van het genre. Ze debuteerden in 1996 met hun eerste volledige album Under the Knife onder het label Smorgasbord uit. In 1997 volgde Satisfaction is the Death of Desire (Victory Records), in 2002 gevolgd door Perseverance (Universal Records). Volgens het muziektijdschrift Aardschok zou de cd uit 2003, The Rise of Brutality (Roadrunner Records), in tien jaar de cultstatus hebben bereikt. In 2006 bracht de band Supremacy (RoadRunner Records) uit.
Op 5 mei 2009 verscheen For the Lions. Dit album bevat covers van onder andere Slayer, Metallica, Obituary, Cro-Mags en Sepultura. Het album zou eerst in de winter van 2008 verschijnen, maar dit gebeurde niet doordat de band nog een paar extra nummers wilde opnemen.
Op hun dvd Live Dominance uit 2008 (Koch Records) werd een volledig optreden op beeld vastgelegd. Eerder waren er al enkele nummers op een verzamel-dvd verschenen (The Eastpak Resistance Tour 2002). Deze werd opgenomen in de Ancienne Belgique te België.
De albums The Rise of Brutality en Supremacy zijn tevens op vinyl verschenen. Het album Satisfaction is the Death of Desire is in meerdere colorvinyls en op tape te vinden.

## Bandleden
- Jamey Jasta (zanger), 1994-
- Wayne Lozinak (gitaar), 1994-1996, 2009-
- Chris Beattie (bas), 1994-
- Matt Byrne (drum), 2001-
- Frank Novinec (gitaar), 2006-

## Ex-bandleden
- Lou 'Boulder' Richards (gitaar), 1996-2002 (Overleden 2006)
- Matt McIntosh (gitaar), 1996-1999
- Larry Dwyer, Jr. (gitaar), 1994-1996
- Sean Martin (gitaar), 1999-2009
- Dave Russo (drum), 1994-1996
- Nick Pappantonio "Nickel P" (drum), 1996-1997
- Jamie Muckinhaupt "Pushbutton" (drum), 1997-1999
- Rigg Ross (drum), 1999-2001

## Discografie

### Albums
| Album                               | Jaar       | Piek Album Top 100 | Aantal Weken | - Hoogste positie Album 200 | Aantal Weken | Opmerking      |
| ----------------------------------- | ---------- | ------------------ | ------------ | --------------------------- | ------------ | -------------- |
| Under The Knife                     | 13/11/1996 |                    |              |                             |              | EP             |
| Satisfaction Is The Death Of Desire | 11/11/1997 |                    |              |                             |              |                |
| Perseverance                        | 26/03/2002 |                    |              |                             |              |                |
| Rise of Brutality                   | 28/10/2003 |                    |              |                             |              |                |
| Supremacy                           | 29/08/2006 |                    |              | 89                          | 3            |                |
| Live Dominance                      | 2008       |                    |              |                             |              | Live Album/DVD |
| For The Lions                       | 5/05/2009  |                    |              | 88                          | 1            | Cover album    |
| Hatebreed                           | 29/09/2009 | 73                 | 1            | 50                          | 6            |                |
| The Divinity Of Purpose             | 29/01/2013 | 86                 | 1            | 38                          | 12           |                |
| The Concrete Confessional           | 13/05/2016 | 92                 | 1            | 22                          | 8            |                |
| Weight Of The False Self            | 27/11/2020 |                    |              | 49                          | 1            |                |

## Hitlijsten

### De Zwaarste Lijst
| Nummer             | '09* | '10* | '11* | '12* | '13 | '14 | '15 | '16 | '17 | '18 | '19 | '20 | '21 | '22 | '23 | '24 | '25 |
| ------------------ | ---- | ---- | ---- | ---- | --- | --- | --- | --- | --- | --- | --- | --- | --- | --- | --- | --- | --- |
| Destroy Everything | -    | -    | -    | -    | -   | 27  | 53  | 62  | -   | -   | -   | -   | -   | -   | -   | -   | -   |
| I Will Be Heard    | 43   | 44   | 30   | 21   | 23  | 19  | 44  | 59  | 59  | 64  | -   | -   | -   | -   | -   | -   | -   |

- Tot 2012 had de Zwaarste Lijst 70 plaatsen. Dit werd vanaf 2013 verminderd tot 66.